# Xanthorhoe rhodoides
Xanthorhoe rhodoides är en fjärilsart som beskrevs av Brandt 1941. Xanthorhoe rhodoides ingår i släktet Xanthorhoe och familjen mätare. Inga underarter finns listade i Catalogue of Life.